# Sergey Chernik
Sergey Viktorovitch Chernik (en russe : Сергей Викторович Черник) ou Siarheï Viktaravitch Chernik (en biélorusse : Сяргей Віктаравіч Чэрнік), né le 20 juillet 1988 à Grodno, est un footballeur international biélorusse. Il évolue actuellement au poste de gardien de but au Chakhtior Salihorsk.

## Biographie

### En Biélorussie
Chernik est formé au FK Neman Grodno où il joue ses premiers matches professionnels lors de la saison 2010. Petit à petit, il devient un titulaire indiscutable jusqu'à être appelé par le sélectionneur de la Biélorussie. Il joue son premier match sous les couleurs de la Biélorussie le 15 novembre 2013 contre l'Albanie. Lors de l'été 2014, il rejoint le BATE Borisov où il prend une place de numéro un. Pendant son passage, il est deux fois champion de Biélorussie et remporte la Coupe de Biélorussie.

### En France, avec Nancy
Sergey Chernik signe un contrat de trois saisons le 28 juin 2016 à l'AS Nancy Lorraine, tout juste promu en Ligue 1.
Il évolue une saison en Ligue 1 puis partage la défense du but nancéien descendu en Ligue 2 avec deux autres gardiens de sa stature, l'international camerounais Guy Roland Ndy Assembe et Geoffrey Jourdren.
Au début de la saison 2018-2019, il est préféré à Ndy Assembe comme titulaire tandis que Jourdren quitte le club. Avec un style de jeu sobre et policé, il se montre proche et respectueux des supporters nancéiens. Après une saison compliquée sur le plan collectif et une hiérarchie contestée (18 matchs joués), le joueur n'est pas conservé par le club lorrain à la fin de l'exercice.

### Retour au pays
Libre, le joueur revient au club de ses débuts, le BATE Borisov. Toutefois, Chernik n'a plus le même statut et devient numéro 2.

### Pige au Kazakhstan
Après seulement 9 matchs toutes compétitions confondues en Biélorussie, le joueur part en mars 2020 au Kazakhstan au sein du club 
Irtych Pavlodar. L'aventure ne dure que 3 mois et le temps de deux rencontres officielles. Le joueur se retrouve à nouveau libre en juillet 2020.

## Palmarès
BATE Borisov
- Champion de Biélorussie en 2014, 2015 et 2016.
- Vainqueur de la Coupe de Biélorussie en 2015.
- Vainqueur de la Supercoupe de Biélorussie en 2015 et 2016.

 Chakhtior Salihorsk
- Champion de Biélorussie en 2021.